# Traffic Information Memo
Traffic Information Memo (TIM; auch Traffic Information Memory) ist ein System zur Speicherung von Verkehrsmeldungen in Autoradios.

## Funktion
Autoradios mit TIM-Funktion besitzen einen digitalen Sprachspeicher, in dem sie automatisch während des Empfangs von Verkehrsfunksendern alle Verkehrsmeldungen mitspeichern. Eine typische Aufzeichnungslänge der 1990er-Jahre betrug vier Minuten, sodass beim Empfang einer neuen Meldung entsprechend viele alte Meldungen gelöscht wurden, um die neue Durchsage speichern zu können. Längere Verkehrsmeldungen konnten nicht vollständig hinterlegt werden und wurden ggf. um ihren Schluss gekürzt.
Die gespeicherten Verkehrsnachrichten können durch Drücken einer eigenen TIM-Taste jederzeit abgerufen werden. Sind mehrere Meldungen verfügbar, so können diese ggf. durch Menütasten wie links/rechts individuell angewählt werden.
Um bereits bei der Abfahrt die aktuellen Verkehrsmeldungen abhören zu können, verfügen viele Geräte über eine Programmierfunktion, ähnlich wie Videorecorder. Das Autoradio schaltet sich dann zur programmierten Zeit (ca. 1,5 Stunden vor der geplanten Abfahrtszeit) ein und speichert die gesendeten Verkehrsnachrichten.

## Geräte
TIM wurde 1991 von Blaupunkt vorgestellt. Viele Blaupunkt-Autoradios der 1990er-Jahre, z. B. das Kopenhagen RCR 45, besaßen eine TIM-Taste.

## Quelle
1. ↑  http://www.bosch-presse.de/TBWebDB/de-DE/PressText.cfm?CFID=1354040&CFTOKEN=&id=3249@1@2Vorlage:Toter+Link/www.bosch-presse.de+(Seite+nicht+mehr+abrufbar,+festgestellt+im+Mai+2019.+Suche+in+Webarchiven) Datei:Pictogram+voting+info.svg Info:+Der+Link+wurde+automatisch+als+defekt+markiert.+Bitte+prüfe+den+Link+gemäß+Anleitung+und+entferne+dann+diesen+Hinweis.